# JWH-365
JWH-365，化学名N-正戊基-5-邻乙苯基-3-(1-萘甲酰基)吡咯，分子式C
28H
29NO，属于萘甲酰基吡咯类JWH系列大麻素，是大麻素受体CB1和CB2的激动剂。